# Alexander Matuška
Alexander Matuška (26. února 1910 Vlkanová – 1. dubna 1975 Bratislava) byl slovenský a československý literární vědec, literární kritik a bezpartijní politik, poslanec Slovenské národní rady a Sněmovny národů Federálního shromáždění na přelomu 60. a 70. let.

## Biografie
Jeho otec byl hospodářským úředníkem na statku v rodné obci. Ve věku 10 let přesídlil s rodiči do Banské Bystrice. Maturoval na tamním gymnáziu Andreje Sládkoviče a v letech 1928-1935 absolvoval Filozofickou fakultu Univerzity Karlovy, kde studoval klasickou filologii, filozofii, francouzštinu a „československý“ jazyk. Během studií ho ovlivnil František Xaver Šalda a jeho kritický styl. Angažoval se ve studentském spolku Detvan a založil generační skuponu R 10. Publikoval v tisku. Působil pak jako středoškolský učitel na Slovensku. V roce 1944 se zapojil do Slovenského národního povstání (působil jako zástupce tiskového odboru povstalecké Slovenské národní rady). Po válce přesídlil do Bratislavy. V letech 1945-1947 pracoval na pověřenectví informací, v letech 1947-1948 byl redaktorem listu Národná obroda. V období let 1948-1951 působil jako lektor francouzské literatury v nakladatelství Pravda, v letech 1951-1952 pracoval na pověřenectví školství a v letech 1955-1958 byl šéfredaktorem Slovenských pohľadov. Do své smrti působil jako vědecký pracovník Ústavu slovenské literatury při Slovenské akademii věd.
Šlo zakladatele a tvůrce moderní slovenské esejistiky. V esejistických studiích společenského, estetického a literárního zaměření (Profily, Nové profily, Vavríny nevädnúce) kladl vysoká umělecká kritéria na domácí i zahraniční tvorbu. Psal eseje např. o A. Sládkovičovi, J. Kráľovi, Jánu Bottovi či Pavlu Országu Hviezdoslavovi. V kritikách vyjadřoval porozumění jak pro moderní literární proudy (Vítězslav Nezval, Laco Novomeský) tak i pro klasickou literární tvorbu (Štúrovci). Vytvořil rovněž monografii o Karlu Čapkovi Človek proti skaze, o R. Jašíkovi a J. C. Hronském. V roce 1969 obdržel titul národní umělec.
V červnu 1967 se zúčastnil 4. sjezdu Svazu československých spisovatelů, na kterém převládaly výrazně kritické referáty ohledně kulturní a politické situace v Československu. Matuška ale spolu s některými dalšími umělci podepsal prohlášení, ve kterém vyzval, aby se na sjezdu neřešily politické záležitosti.
Po provedení federalizace Československa usedl v lednu 1969 do Sněmovny národů Federálního shromáždění jako bezpartijní poslanec. Do federálního parlamentu ho nominovala Slovenská národní rada. Ve FS setrval do konce funkčního období, tedy do voleb roku 1971. Do roku 1971 rovněž zasedal v Slovenské národní radě.

## Cena
Spolek slovenských spisovatelů každoročně uděluje Cenu Alexandra Matušky za esejistiku a literární vědu.